# Калф, Энтони
Энтони Калф (англ. Anthony Calf, 4 мая 1959 года, Хаммерсмит, Лондон) — британский актёр театра, кино и телевидения.

## Карьера
Энтони Калф получил профильное образование в Лондонской академии музыкального и драматического искусства.
Впервые на телевидении он появился в 1982 году в эпизоде «Кара» научно-фантастического сериала «Доктор Кто».
В 1989 году он сыграл главную роль Пипа в телесериале «Большие надежды» по одноимённому роману Чарльза Диккенса. В 1990 году Калф появился в роли Лоренса Кавендиша в эпизоде «Таинственное происшествие в Стайлз» телесериала «Пуаро Агаты Кристи». В 1995 году сыграл полковника Фитцуильяма в телесериале BBC «Гордость и предубеждение».
На большом экране в середине 1990-х годов Калфа можно было увидеть в роли капитана Фитцроя в фильме «Безумие короля Георга» (роль, которую до этого актёр исполнял на сцене) и в роли Серпуховского в американской экранизации романа «Анна Каренина» 1997 года.
Калф много играет в театре. За свою карьеру он успел появиться во многих постановках как в Лондоне (в основном в Королевском национальном театре) и на Бродвее, в том числе в пьесах Тома Стоппарда «Рок-н-Ролл» и «Трудная задача», Алана Беннетта «Безумие Георга III», Дэвида Хэа «Гефсиман», Ноэля Кауарда «Частные жизни», А. П. Чехова «Дядя Ваня».
В 2010 году актёр сыграл министра иностранных дел Великобритании Энтони Идена в возобновленной версии сериала «Вверх и вниз по лестнице», спустя два года после исполнении роли Идена в качестве премьер-министра во время Суэцкого кризиса в пьесе Говарда Брентона «Хорошо, как никогда прежде».
В 2017 году Калф снова оказался во вселенной «Доктора Кто», исполнив роль Годсейкра в эпизоде «Императрица Марса». В 2017 году на фестивале в Торонто состоялась премьера фильма Ричарда Эйра «Удивительная миссис Мэй», где актёр исполнил роль барристера Марка Бернера. 28 мая 2018 года на телеканале BBC 2 был показан телевизионный фильм «Король Лир», в котором Калф сыграл герцога Олбани, супруга старшей дочери короля, Гонерил, в исполнении Эммы Томпсон.